# H-code〜愛しき賞金稼ぎ〜
『H-code〜愛しき賞金稼ぎ〜』（ハンター・コード〜いとしきしょうきんかせぎ〜）は、朝日放送で2007年1月13日から3月10日まで、毎週土曜日に深夜放送されていた土曜ナイトドラマである。
2008年3月28日・29日（正確には日付が変わって翌29・30日）には続編となる2夜連続放送の『H-code〜愛しき賞金稼ぎ〜2nd』が放送された。

## 概要
日本が道州制に移行した、西暦20XX年の「ネオ・オオサカ」。
腕利きの賞金稼ぎJが賞金ランキング1位の賞金首「テラー」を追う！
そんなJの前に現れた謎の美女レナ。
予知能力をもつレナはJが近々、テラーと接触するとわかり…

## キャスト
J〜ジェイ：大浦龍宇一
本作の主人公。
バウンティハンター。
本籍地：ネオキョウト。
謎の多いヒーロー。腕の立つ賞金稼ぎ。女にもめっぽう強い。頭脳明晰。嫌味のないキザ男。
どんな窮地に陥っても、決して余裕を失うことなく、最終的にはきっちりと美味しいところを持っていく、やり手。
目標は、賞金ランキング一位の「テラー」。
Jは5年前にある事故に遭遇し、それ以前の記憶を失っている。それどころか、BHGの情報にも、虹彩スキャン情報にも、それ以前の記録が残っていないらしい…。
西木戸レナ：蒲生麻由
本作のヒロイン。
本籍地：ネオカナガワ。
気が強いところもあるが、根は優しい女性らしい女性。
未来を予知できる特殊能力のせいで、さまざまな不幸に巻き込まれる。
育ての親であるヤマモトを助けるため、この一週間を走り抜けるヒロイン。
賞金ランキング2位。
年齢 24。性別 女。本籍 ネオカナガワ。
（公式HPでは本作放送開始前まで苗字が漢字表記であったが、第1話OPでは片仮名表示になり後に公式HPでも修正されている）
Q〜クイーン：メイサツキ
バウンティハンター。
本籍地：ネオオオサカ。
H-codeはQなので、クイーンと呼ばれる。Jとは古い付き合い。何もかもを知っている間柄。
時にJを助け、時に利用し、賞金稼ぎとしての生き方をまっとうしている。
性格は明るく、大人の色気を兼ね備え、それをはっきりと武器として使う。
事象に興味がなくなると、あっさりと手を引く。それはJが絡んでいても変わらない。基準は彼女自身の興味だけ。
ネビュラ：谷麻紗美
情報屋。
ネット回線を通じてあらゆる情報をあつめ、取捨選択し、Jの行動を助ける情報屋。
セルゲイ・リヒテルの裏切りで、ザイゼン率いるレイズアカデミーに殺害される。
彼女が情報屋としてJと共にテラーを追い始めたのには、なにか重大なわけがあったらしいのだが…。
Aとのコンビ解消後に、情報屋としてJのパートナーを務める、Aの妹。
ハラダ：唐渡亮
NOPD（ネオ・オオサカ・ポリス・デパートメント）のエース刑事。
性格は狡猾で抜け目ない。組織人として「大人」なキャラ。
Jにはいつも出し抜かれるが、ここ一番では必ず融通の利かない官僚ぶりを発揮する。
誤射事件を起こし窮地に立たされたところをリヒテルに救われた過去を持つ。
#9 警部→#1〜8 警視。
演じる唐渡亮は「部長刑事シリーズ・シンマイ。」でも同姓の「原田優警部」を演じている。他のサブキャストにも同作に出演していた役者が多数充てられている。
セルゲイ・リヒテル弁護士：井之上チャル
バー「フェイク」のオーナー。
バー『フェイク』のマスターでもあり、実は弁護士であるリヒテル。過去にNOPDハラダの不祥事をもみ消すほどの腕利きらしい。
Jの顧問弁護士でもあり、協力的にJを助けていたのだが、それはバウンティハンターであるJと勝負するためであった。
テラーの手先となってJやレナの情報を流し、ネビュラを死に追いやる。
現在はNOPDに逮捕されているのだが、まだJへの挑戦をあきらめていない。との噂も…。
ザイゼン：稲健二
レイズアカデミー代表。
冷静沈着な判断をする、団体のトップ。
レナの才能を高く買い、開発を進めている中心人物。
ヤマモト：渋谷天外
レイズアカデミー職員。
レイズアカデミー研究所の研究員で、レナの教育的指導員。事実上の育ての親。
性格は温厚で、レナに慕われる。特殊な血液の病気にかかっていて、余生が長くない。
A〜エース：鳥羽潤
Jの元相棒。
ネビュラの兄。
#9のみ登場。
リーファ：江祖平（中国語: 江祖平）
情報屋。
#9のみ登場。
通称テラー：？
賞金ランキング1位。
悪の黒幕と言われる。
年齢 不明。性別 不明。本籍 不明。
名前、正体は一切不明。
あらゆる犯罪組織、犯罪行為に関わる裏の世界のフィクサー。
全身に青いタトゥが彫られているとの情報もある。
キム・グリーソン：まついきよし
賞金ランキング26位。
年齢 33。性別 男。本籍 ネオオオサカ。
ムラサメ：中川浩三
銀行の副頭取。
クサナギ：桂勢朝
賞金ランキング5位。
自らの体内に埋め込んだコンピューター端末によって近寄る不審者を察知できる上、普段はトラップだらけの屋敷に引きこもっている。
#9のみ登場。
NOPD刑事局長：妹尾和夫

## 各話あらすじ
| #1 | （秘）夜の相棒         | 2007年1月13日 |
| #2 | 男の悲しい性           | 2007年1月20日 |
| #3 | レナ強奪さる           | 2007年1月27日 |
| #4 | キスの予感…            | 2007年2月3日  |
| #5 | 甘く危険な夜           | 2007年2月10日 |
| #6 | サヨナラ…J             | 2007年2月17日 |
| #7 | 残酷な未来！？         | 2007年2月24日 |
| #8 | 衝撃の結末！？         | 2007年3月3日  |
| #9 | 最高のブラックジャック | 2007年3月10日 |

#1（Episode 1/第1話）
腕利きの賞金稼ぎJが賞金ランキング1位の賞金首テラーを追う！
そんなJの前に現れた謎の美女レナ。
予知能力をもつレナはJが近々、テラーと接触するとわかり…。
多種多様な人種が往来し、様々な言語が飛び交う都市、ネオ・オオサカ。
腕利きの賞金稼ぎJは賞金首がアップされるサイト「WANTED.NET」で賞金ランキング1位の悪党“テラー”を探す日々。
だが、彼は顔も名前も性別も、すべてが不明でなかなかその正体をつかむことができないでいた。
ある日、Jの前に未来を予知する能力をもつ謎の美女、レナがあらわれる。
同じくテラーを探すレナは、Jが近々テラーと接触する予知をみて、Jのパートナーになることを望むが…。
#2（Episode 2/第2話）
テラーを追うJ。
テラーに会うためJにつきまとうレナ。
Jは「WANTED.NET」にアップされたレナをNOPDに引き渡す。
だが、レナが連れていかれた先は…。
テラーに会うため、Jにつきまとうレナ。
そんな折り、「WANTED.NET」にレナが1000万の賞金首として登録される。
レナを捕まえ、NOPDに引き渡したJは、再び一人でテラーを追いはじめるが、先ほどのNOPDが偽物だったと知り、レナの行方を捜す。
レナを連れ去ったのは彼女が逃げ出した施設、レイズアカデミーの代表、ザイゼンだった。
施設に戻るよう諭すザイゼンに対し、レナはヤマモトを助けるためしばらく自由にさせてほしいと懇願するが…。
#3（Episode 3/第3話）
1週間だけレナをパートナーにすると決めたJ。
賞金首テラーを追うJは手がかりとなる銀行の副頭取ムラサメを追い詰めるが…。
ザイゼンの元からレナを助け出したJは、1週間だけレナをパートナーにすると決める。
謎の賞金首テラーに関わりをもつネオ・オオサカ・バンクの副頭取ムラサメの元へ向かうJとレナ。
だが、そこにいたのはハンターコード「Q」の妖艶な賞金稼ぎ“Q（クイーン）”だった。
レイズ・アカデミーに雇われたQは、自分が先に捕らえたムラサメとレナを交換しようとJに持ちかける。
だが、ムラサメはQの部下を殺害し逃走。
翌日、ムラサメに呼び出されたJは、テラーに関するある意外な事実を知らされる…。
#4（Episode 4/第4話）
ムラサメ事件の被疑者としてNOPDに捕らえられたJ。
レナもザイゼンに雇われたQに捕らえられる。
一方、Jとレナが追うテラーの謎がまたひとつ明らかに…。
「お前はテラーと既に接触している」とJに告げた直後、ムラサメは車もろとも爆破される。
爆破事件の被疑者としてNOPDに捕らえられたJはハラダ警視の執拗な取調べを受けるが、行き付けのバーのマスターのおかげで無事釈放される。
マスターの本当の顔はセルゲイ・リヒテルという名の弁護士だった。
釈放されたJはザイゼンに引き渡される寸前にレナを救出。
「あんたなんか待ってない」と口にした言葉とは裏腹に、Jの姿に思わず涙するレナだった。
その夜、情報屋ネビュラの調べで、殺されたムラサメの送金相手が判明する。
なんとその人物とは…！
#5（Episode 5/第5話）
テラーはザイゼンだった！？
JとレナはQと手を組みザイゼンをおびき出そうとする。
そんななか、レナはJが撃たれる予知を！さらに情報屋ネビュラが…。
ネビュラの調べで、ムラサメの送金相手がレイズアカデミーのザイゼンだと判明。
テラーの正体はザイゼンだった！？愕然とするJとレナ（蒲生麻由）。
Jは本格的にQと手を組み、レナをおとりにザイゼンをおびき出そうとする。
一方、テラーを捕まえ手柄を上げようと画策するハラダ警視は、レナたちがテラーと接触する瞬間を虎視眈々と狙っていた。
次第に鮮明になっていくレナの予知。
“そのとき”が近づいているのを感じるレナだが、その予知の中で、Jが撃たれるシーンを見てしまう。
さらに、ザイゼンの行方を調べていたネビュラが…！
#6（Episode 6/第6話）
ザイゼンにより殺害されたネビュラ。
彼女のラストメッセージは身近に裏切り者がいることを知らせていた。
ザイゼンに情報を流しているのは誰なのか…。
ネビュラが殺され、ショックを受けるJ。
Jのパソコンに送られてきたネビュラのラストメッセージは、身近な誰かが情報を流していることを知らせていた。
ザイゼンに雇われていたQを怪しむレナ。
もとはレイズアカデミーの人間だったヤマモトを疑うJ。
テラーの部下であれば首の後ろに赤い炎のタトゥがあるはず。
そこでJとレナは事実を確かめるために病院へ向かうが…。
裏切り者は誰なのか。
リヒテルのバーにQやNOPDのハラダ警視らを集めたJは、その名前を口にする…。
#7（Episode 7/第7話）
Jがテラーに殺される予知を見たレナは未来を変えるためにJのもとを去る。
だが、そんなレナの前に再び現れるJ。
そして2人はテラーの元へ！
Jの運命を変えるため、レナは彼の元を去る。
一方、ハラダ警視は、捕らえたリヒテルからテラーとレナが会う場所を聞き出していた。
ザイゼンと一人対峙するレナ。
ヤマモトを人質に“ある場所の予知”を迫るザイゼンだが、レナに見えるのはJが撃たれる予知だけ。
その時、現場にNOPDが到着し、ザイゼンはヤマモトを連れて逃走する。
追おうとするレナを捕まえるNOPD。
それは、警官に扮装したJだった。
ザイゼンの後を追った2人はある屋敷に辿り着く。
なんとそこはレナが何度も予知で見た場所。
Jがテラーに撃たれる場所だった…！
#8（Episode 8/第8話）
驚くべきテラーの正体が明らかに！
さらに予知どおり、テラーの凶弾を受けて倒れるJを見たレナは…。
ついにテラーがその姿を現した。
その驚くべき正体に、ショックを隠しきれないレナ。
さらにレナの予知どおり、Jはテラーの凶弾をうけて倒れてしまう。
いったいテラーの狙いとは？
そしてJとレナ、2人の運命は！？
今夜、全てが明らかに！！
#9（Episode 0/特別編）（Special）
Jとレナの出会いから遡ること2年。
Jには1人のパートナーがいた。
彼の名はH-code A。
コンピューター機器に圧倒的な強さを誇り、冷静沈着に賞金首を追い詰める。
Jとのコンビは向かうところ敵無しだった。
2人の次なる標的は賞金首ランキング5位のクサナギ。
クサナギは自らの体内に埋め込んだコンピューター端末によって近寄る不審者を察知できる上、普段はトラップだらけの屋敷に引きこもっている。
情報屋のリーファの力を借りて2人はクサナギを追い詰めるが、作戦はことごとく失敗する。
Jたちの行動はクサナギに筒抜けだったのだ。
QはAが裏切り者だと断言する。
裏切り者はAなのか？
そして、Jはクサナギを捕らえることができるのか？
Jとネビュラの出会い。
Qやリヒテルとの関係。
そしてJがテラーを狙った本当の理由。
全ての謎が今、明かされる。

## スタッフ
- 脚本：八津弘幸
- 音楽：諸橋邦行
- チーフプロデューサー：森山浩一
- プロデューサー：内片輝、松下洋幸
- 監督：内片輝、小河久史、元村次宏、山口正紘
- 制作：ABC

## 主題歌
『ドクロ町ツイスト』クレイジーケンバンド

## 各地の放送時間
本作は朝日放送製作の関西ローカル番組であるが、番組販売の形で関西以外の一部ANN系列局でも放送されている。
| 朝日放送（ABC） 製作局  | 毎週土曜深夜0時30分〜1時00分 | 2007年1月13日 |
| 青森朝日放送（ABA）     | 毎週水曜深夜1時15分〜1時45分 | 2007年1月31日 |
| 秋田朝日放送（AAB）     | 毎週月曜深夜1時15分〜1時45分 | 2007年1月29日 |
| 北陸朝日放送（HAB）     | 毎週日曜深夜1時15分〜1時45分 | 2007年2月4日  |
| 大分朝日放送（OAB）     | 毎週水曜午後4時00分〜4時30分 | 2007年2月7日  |
| 北海道テレビ放送（HTB） | 毎週火曜深夜1時45分〜2時15分 | 2007年3月6日  |

## リリース
| 品名         | H-code〈ハンター・コード〉-愛しき賞金稼ぎ- DVD-BOX |
| 品番         | GNBD-7409                                          |
| 発売日       | 2007年7月25日                                      |
| 時間         | 3時間59分                                          |
| 販売元       | ジェネオン エンタテインメント                      |
| ディスク枚数 | 3                                                  |

| Vol.1 | #1、#2、#3、#4、特典 名場面スチール集            |
| Vol.2 | #5、#6、#7、#8、特典 名場面スチール集            |
| Vol.3 | #0、特典 サウンドトラック、特典 ショートムービー |

特典内容
- あの瞬間が見たい！

「H-code」名場面スチール集
- もう一度聴きたい！

「H-code」サウンドトラック
- これを知っていればもっと楽しめる！

「H-codeの世界」ショートムービー
H-codeの世界
公式サイト内で公開されていたショートムービー。
| STEP1 | H-code                       | そもそも、「ハンターコード」とは何？JやQたちハンターコード（賞金稼ぎ）が所属する「BHG」＝「バウンティ・ハンターズ・ギルド」とはどんな組織なの？そんな疑問にお答えします。 |
| STEP2 | N.O.P.D                      | 「ネオ・オオサカ・ポリス・デパートメント」＝「ネオ・オオサカ市警」とはどんな組織？彼らの秘密に迫ります。                                                                  |
| STEP3 | FAKE                         | テラーを追うJ。ムラサメの話が本当ならば、Jは既にテラーに接触している、という。ではいったい誰がテラーなのか？                                                              |
| STEP4 | レイズアカデミー             | 何かと黒い噂がつきまとう、医療・教育施設。しかし、案外社会貢献をしていることでも有名なのだ…。                                                                             |
| STEP5 | 虹彩（こうさい）スキャン     | ハンターコードにも、食事代金支払いにも欠かせないのが、虹彩スキャン。当たり前に行われるこのシステムとは…？                                                                 |
| STEP6 | 特殊警棒                     | JやQ、NOPDも携帯する汎用武器だが、その恐るべき電撃は○をも一撃で倒すとか…。                                                                                                |
| STEP7 | ウォンテッド・ドット・ネット | 賞金首を捕まえるためにはなくてはならない「賞金首リスト」。謎の多いこのサイトの信頼性を支えるためには、厳重な管理が行われているらしいが…。                                 |
| STEP8 | IDプレート                   | JやQが賞金首を捕まえるのになくてはならない、ハンターコードのIDプレート。賞金稼ぎたちのプライドを具現化したこのアイテムには、隠された特殊能力もあるらしいのだが…。         |

## H-code〜愛しき賞金稼ぎ〜2nd
2007年1月からのワンクール放送後、復活を望む声が多く、単発ドラマの形で続編放送が実現することとなった。
| 前編 | 2008年3月28日深夜0時24分〜1時19分 |
| 後編 | 2008年3月29日深夜0時30分〜1時25分 |

### キャスト
J〜ジェイ：大浦龍宇一
ネオ・オオサカNo.1と噂される腕の立つ賞金稼ぎ。
2年前ネオ・オオサカ史上類を見ない難事件とされた「テラー事件」解決に、裏で暗躍していたという説もある。
しかし、その生い立ちは謎に包まれている。
BHGの記録にも虹彩スキャン情報にも、生まれがネオ・キヨウトだという以外は、ほとんど記録がない。
本人にもある年齢までの記憶が全くないらしい。
元来は、頭脳明晰・余裕綽々かつ女にもめっぽう強いクールなキザ男。
だが、テラー事件から2年経った今、以前のスマートでポジティブなやり手だった面影が失われ、もっぱら最近では、狙う賞金首も女（しかも美人）か、楽に捕まえられる奴か、とにかくどことなくやる気を失っているという噂も…。
Q〜クイーン：メイサツキ
金稼ぎとしては、ある意味徹底的にプロに徹している。
美しく賢く計算高く、決して自分が損をしない選択をする。
そのためには仲間でも利用し、必要とあらばNOPDとも手を組む。
また、大人の女の色気を兼ね備え、それを武器として使うことをも、躊躇しない。
Jとは腐れ縁ともいえるほど古いつきあいで、お互いに何もかも知っている間柄。
時にはJを利用したりもするが、一方で最近、どことなくやる気が失せたように見えるJのことを、秘かに誰よりも心配しているかも…。
ハラダ：唐渡亮
2年前のテラー事件の功績により、ネオ・オオサカの警察機構である、NOPDの最高権力まで登りつめた男。
ひとたび高級官僚として甘い汁を吸ってしまうと、狡猾で抜け目のない性格の上に、身の丈を超えた野心家ぶりを発揮。
官僚として組織の中でどう動けば保身と昇進が約束されるか、本人はよく解っており、組織の中で生きる人間としては他のNOPD警視クラスの鑑となっているとか。
今の地位では飽き足らず、NOPDの上部組織であるNNPA（ネオ・ニッポン警察庁）でさらに大きな権力を持つべき器だという自負のもと、NNPA長官令嬢との政略結婚を狙っているらしいが、意外に恋愛には純粋だという噂もあり…。
NOPD本部長に昇進し、NNPA長官令嬢誘拐事件の捜査指揮を執る。
セルゲイ・リヒテル：井之上チャル
元弁護士、バー「フェイク」の元マスター。
元は、Jの顧問弁護士をしていたこともある腕利きの弁護士。ハラダの不祥事をもみ消したこともある。
2年前にバー「フェイク」のマスターをしていた時、テラー事件に関わり逮捕されたが、しばらくして脱獄、テロリストのヨハンの部下になったことが明らかになり、WANTED.NET4位にランキングされていた。
しかし、3ヶ月ほど前に自らNOPDに出頭し、自首したことがニュースで報じられた。
現在はNOPD内の留置場に、廃人同様で拘束されているらしい。
サクラギ・エミリー：中山エミリ
NNPA長官令嬢。
警察機構としてはネオ・ニッポン最高位である、NNPA（ネオ・ニッポン警察庁）長官の一人娘。
名家の令嬢らしい気品のある美しさに加え、知性と行動力を兼ね備えた女性。
父がNNPA長官なだけに、娘として恥じないようにと厳しく育てられてきた。
12歳で既に、茶道・華道・俳歌道・懐石作法道・古代大和絵道の免許皆伝を得る。
また、18歳までには六法全書すべてを暗記したが、サクラギ家では常識として法律を教育しているためである。
NOPDとの関係を強化したいと望む彼女の父は、エミリーとハラダの政略結婚を目論んでおり、そんな父からの強い勧めもあって、今年のテンジンフェスタのゲストとしてネオ・オオサカにやってくる。
O（オー）〜ゼロ：的場浩司
バウンティハンター。
ネオ・ニッポンの中核、ネオ・トキオに本拠地を置き、腕はネオ・トキオNo.1と評判の高い、有名なハンターコード。
しかし、無口で仕事に関して無駄な動きは一切しないため、どんな人物かはあまりよく知られてはいない。
賞金稼ぎにもかかわらず、犯罪者を捕まえるためなら、痛めつけてでも殺してでも構わない、というポリシーの持ち主で賞金首から恐れられている。
そのため、捕獲の際に誤って殺害してしまうこともしばしばらしいが、確信犯だという噂もある。
正義感の強さゆえの行動とも言われるが、一説によると、両親が不可解な死を遂げており、それ以来賞金首たちを異常に憎むようになったとも囁かれている。
が、真偽のほどは定かではない。
サルマン・ハシミコフ・ヨハン：ROLLY
マッド・サイエンティック・テロリスト。
テラー事件解決後、WANTED.NETの第1位にランキングされている犯罪者。
年齢、性別、居所不詳。
爆発物製造を得意とするマッド・サイエンティストで、各地で暴動やテロ行為を起こしている組織の首謀者でもある。
ヨハンの息のかかったテロリストは、世界各国に数十人存在し、アジトも世界十数か所に存在するといわれる。
爆弾製造にかけては天才的な腕を持つが、その性能だけでなく、ビジュアル美にも独特のこだわりを見せることで知られ、ネット上などでは、その華麗なる犯罪歴とともに彼を「ブラスティング・エクスタシー（爆発する恍惚）」と呼んで、崇拝する人々も存在する。
ネオ・ニッポン史上最悪の事件と謳われる「ネオ・ホッカイドウの衝撃」の首謀者として、一般にも広く知られることとなった賞金首である。
チェリー　Ver.12：赤松悠実
情報システム。
Jの端末からあらゆる情報を送る女の子。
実はJ専用端末のOS「チェリーVer.12」と言われるシステムであり、実在しない。
そうわかっていても目を疑いたくなるほど、表情、しぐさ、会話の受け答え、喜怒哀楽の表現において、その画像は生身の人間そっくりである。
性格は（おそらくJ好みに作られているだろうが）、極めて明るく、いかなる困難な状況に陥ろうとも決してへこまず、むしろはしゃぐ傾向にある。
現在のバージョンになるまでに様々な点を改良されたが、特に念入りに改良されたのは足だという。
2年前までネビュラというJ専属の情報屋の女の子がいたが、彼女はテラー事件の最中に殺された。
Jの、ネビュラへの思いがほのかに滲むと思われる点も、ある。
NNPA（ネオ・ニッポン警察庁）長官：妹尾和夫
サクラギ・エミリーの父。

### あらすじ
腕利きの賞金稼ぎ、Jは賞金首を追う毎日。
ネオ・オオサカは年に一度の一大イベント「テンジン・フェスタ」を明日に控え、お祭りムードに沸いていた。
そんな中、NNPA（ネオ・ニッポン警察庁）の長官令嬢、サクラギ・エミリーが、NOPDのハラダ本部長のエスコートで、祭りを楽しむためにネオ・オオサカを訪れる。
だが、その夜エミリーが何者かに強奪される。
翌朝、出された犯行声明…その犯人は、なんとJ！？
身に覚えのないJだが、そんなJの元に送られたのは、おびえる令嬢エミリー本人！
誰かにはめられたことを知るJ。
賞金首サイト「WANTED.NET」では、それまで1位だったヨハンを押しのけ、Jがトップにランキングされる。
エミリーを連れてひとまず身を隠すJ。
ネオ・ニッポン史上最悪の事件「ネオ・ホッカイドウの衝撃」を引き起こして賞金首1位にランキングされていたヨハンが真犯人ではないかとにらみ、その狙いを突き止めるべくJは動き出す。
ヨハンの居所をつかむため、QにNOPDに収監されているリヒテルを訪ねさせるが…。
そんな中、ネオ・トキオではナンバーワン賞金稼ぎで有名なハンターコードOがJの首を狙ってネオ・オオサカに現れ、Jに襲い掛かる！絶体絶命！そんなJとエミリーの奇妙な逃避行…。
しかし、危険を乗り越えるたび、二人の距離は少しずつ変化していくのだった。
二人の関係は？事件の真相は？